# رابین هودر
رابین هودر (انگلیسی: Robin Hodder; ۱ اکتبر ۱۹۳۷ – ۱۹ مارس ۲۰۰۶) بازیکن هاکی روی چمن اهل استرالیا در قرن بیستم بود.